# Parti nouvelle solidarité
Ne doit pas être confondu avec Nouvelle Solidarité.
Le Parti nouvelle solidarité (PNS) est un parti politique sénégalais, dont le Secrétaire général est Djibril Samba.

## Histoire
Le parti est officiellement reconnu le 26 avril 1999.
Il participe à l'élection présidentielle de 2000.
Après avoir fusionné avec le Parti démocratique sénégalais (PDS), le PNS reprend sa liberté en 2004.
En 2007, il soutient la majorité présidentielle d'Abdoulaye Wade dans le cadre de la Coalition SOPI 2007.

## Orientation
Ses objectifs déclarés sont « de mobiliser, d'organiser, d'éduquer ses militants et sympathisants autour de l'entraide et de la solidarité entre les différents acteurs économiques en vue de la conquête et de l'exercice démocratique du pouvoir, de l'édification d'un État de droit et d'une société sénégalaise progressiste, socialiste, pacifique, démocratique et solidaire des autres peuples d'Afrique et du monde ».

## Symboles
Sa couleur est le blanc, son emblème comporte une hilaire (un outil servant au travail des champs) et une pirogue.

## Organisation
Le siège du PNS est à Dakar.
Avant Djibril Samba, son Secrétaire général était Omar Ndoye.